# 覺修宮
覺修宮，俗稱大龍峒仙公廟，為位於臺灣臺北市大同區大龍峒的鸞堂，主祀孚佑帝君等五聖恩主（關聖帝君、岳武穆王、隆恩真君、司命真君等），1902年自淡水行忠堂分香而來，而後獲得陳悅記家族的捐獻而建廟。

## 興廟沿革
日本明治卅五年（1902年），善信由淡水行忠堂分香，創建樂善社，主要奉祀孚佑帝君（呂祖），扶鸞濟世。大正三年（1914年），獲得檀越陳悅記家族的協助，遷徙到港仔墘（今日延平北路四段附近），改稱「臺北覺修堂」。大正六年（1917年）重修，改稱覺修宮。1949年，陳悅記家族捐獻土地三百坪，重修廟宇，國共內戰後來臺的正一天師張恩溥駐此精修，並成立「嗣漢天師府駐臺事務處」、「臺灣省道教會」於此。

## 派系
宜蘭頭城人李望洋（1829年－1901年）為孝廉，在甘肅為官時接觸了甘肅地區的鄉土神、雷神：雷都光耀大帝信仰，後致仕返回宜蘭，時常請雷都光耀大帝為人扶鸞解惑。建宜蘭新民堂，宜蘭新民堂分香建立頭城喚醒堂，頭城喚醒堂分香建立淡水行忠堂，行忠堂分香建有三芝智成忠義宮、淡水行忠宮、覺修宮，覺修宮分香建有行天宮。

## 奉祀神明與年度祭事
祀神
一樓：
- 孚佑帝君
- 關聖帝君、岳武穆王、隆恩真君、司命真君等
- 玄壇真君、五路財神
- 地藏菩薩
- 福德正神

二樓：
- 太上老君
- 釋迦如來
- 至聖先師
- 觀音菩薩
- 五文昌帝君

三樓：
- 瑤池金母
- 三官大帝
- 斗母元君
- 女媧娘娘
- 地母元君